# Мороз Андрій Омелянович
Андрій Омелянович Мороз (нар. 13 грудня 1939, Королівка, Фастівський район, Київська обл.) — український краєзнавець, громадський діяч.

## Біографічні відомості
Народився 13 грудня 1939 року в селі Королівка на Фастівщині. Закінчив Київський індустріальний технікум.
Півстоліття пропрацював на приладобудівному підприємстві Київського заводу автоматики імені Г. І. Петровського (нині приладобудівельне підприємство ПАТ "НВО «Київський завод автоматики»). Має низку відзнак за винахідництво та раціоналізацію в галузі машинобудування (з 1985 р.).
Проживає в смт Борова Фастівського району.

## Родина
- Дружина Любов Костянтинівна (1946—2014)
- Син Дмитро (нар. 1969), невістка Анжела, онук Назарій.
- Син Юрій(інші мови) (9 вересня 1975 — 16 квітня 2023). Був одним із наймолодших активістів Спілки Незалежної Української Молоді. Проводив чисельні ратницькі заходи, зокрема мандрівні табори. У 2023 комендант штабу 207-го батальйону 241-ї ОБрТрО. У 2023 брав участь у боях під Бахмутом. На Великдень 16 квітня 2023 року у селі Васюківка Бахмутського району російський снаряд поцілив точно в бліндаж, у якому Юрій із побратимами знаходився на бойовому чергуванні[1][2][3][4][5]

## Громадська діяльність
З 1989 року є членом Всеукраїнського товариства «Просвіта» імені Тараса Шевченка, був співголовою осередку «Просвіти» на приладобудівному підприємстві ПАТ «НВО» Київського заводу автоматики імені Г. І. Петровського. Член українознавчого клубу «Спадщина» при Київському будинку вчених (з 1989 р.). Упродовж багатьох років досліджує історію Фастівського району, ініціює увічнення та вшанування пам'яті видатних осіб, визначних історичних подій на території району.
За його ініціативи в смт Борова:
- встановлено пам'ятну дошку на честь переможного бою січових стрільців, залізничників та коростишівських студентів[6] на споруді приміщення станції Мотовилівка;
- при підтримці Фастівської райдержадміністрації ініціював встановлення пам'ятника січовим стрільцям[6] (14 листопада 2008 року). Скульптор — Михайло Дмитрів;
- встановлено меморіальні плити загиблим мешканцям селища Борова під час Другої світової війни;

в селі Королівка:

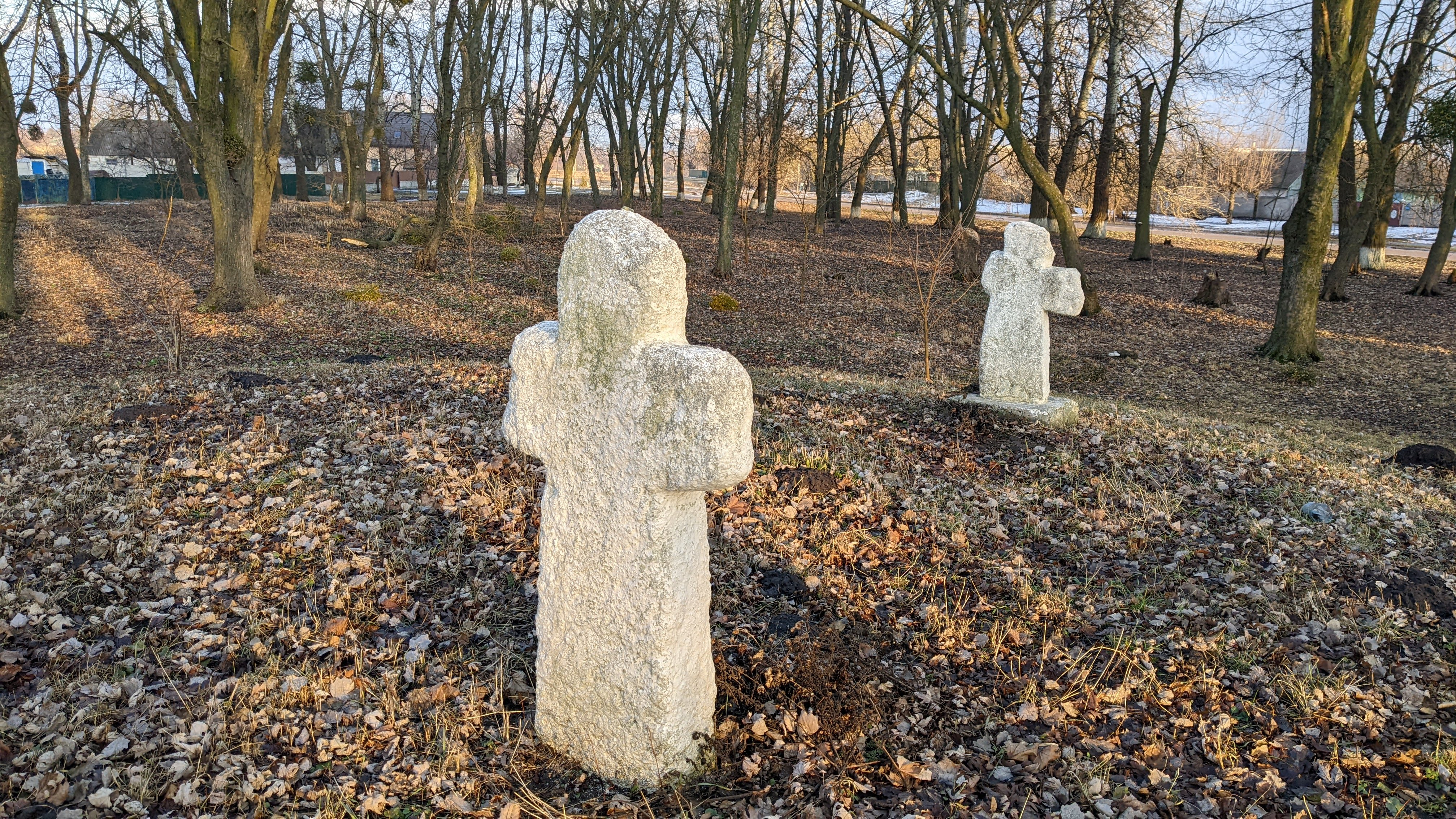
Старовинні козацькі хрести, Королівка, старе кладовище

- заново встановлені кам'яні козацькі хрести, пам'ятний хрест на могилі загиблим від голодомору 1932—1933 рр.;
- пам'ятний хрест і меморіальна плита втраченій Королівській церкві у 1825 р.;

в селі Триліси:
- встановлено пам'ятний знак, присвячений героїчному бою триліських козаків і мешканців села у 1651 р.;
- встановлено заново кам'яні козацькі хрести на території Триліської фортеці;

в селі Велика Мотовилівка:
- встановлено пам'ятний хрест і меморіальна дошка на місці зруйнованої у 1962 р. церкви;
- на основі матеріалів учасника командуючого Романа Дашкевича відтворив (реконструював) карту-схему «Бій під Мотовилівкою 18 листопада 1918 року»[6]
- встановлено меморіальну таблицю Овсію Гончару біля центрального входу Великомотовилівської школи[7].

## Твори
За результатами історико-краєзнавчих досліджень Фастівщини опублікував літературно-історичну трилогію «Дорога до себе»:
- Дорога до себе: літературно-історичне видання. Книга перша. — К., ТОВ "Агентство «Україна», 2005. — 143 с.
- По рідній землі з чистим серцем. Історико-краєзнавча розвідка серії літературно-історичного видання «Дорога до себе». Книга друга. — К..: ТОВ "Агентство «Україна», 2011. — 118 с.
- По рідній землі з чистим серцем. Історико-краєзнавча розвідка серії літературно-історичного видання «Дорога до себе». Книга третя. — К..: ТОВ "Агентство «Україна», 2011. — 149 с.

Є постійним автором фастівської районної газети «Перемога». У грудні 2013 року А. Мороза було включено до «золотого фонду Фастівщини».